# Rallye du Chili
Navigation
Édition 2023 Édition 2024
Le Rallye du Chili est un rallye automobile sur terre, manche du championnat du monde des rallyes depuis 2019, année de sa création. Sponsor oblige, la course se nomme « Copec Rally Chile ». Elle se déroule dans les environs de Concepción, dans la région du Biobío.

## Histoire

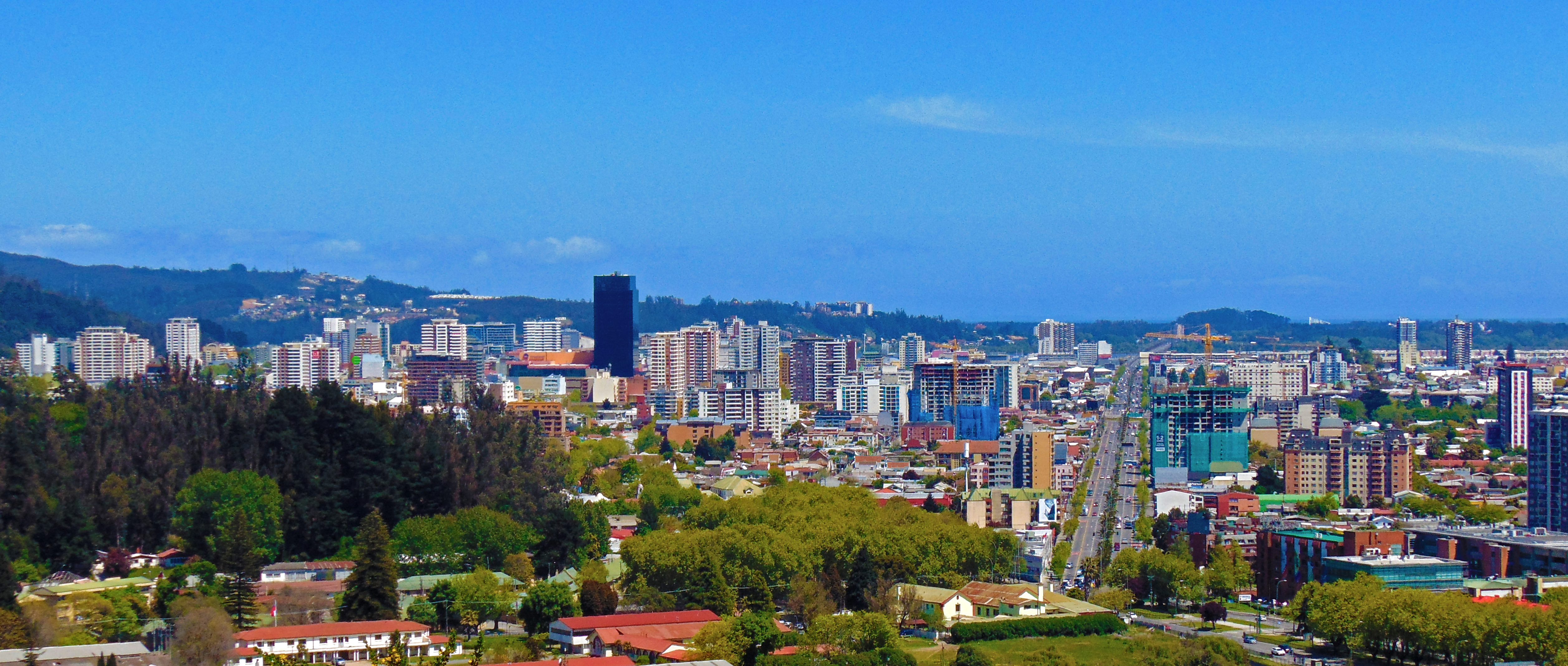
Vue de la ville de Concepción.

Les premiers contacts entre les promoteurs du championnat du monde des rallyes et ceux du Rallye du Chili s'établissent en 2016. En sports mécaniques, le pays a pour passif d'avoir accueilli le rallye Dakar à la suite de son départ de l'Afrique ainsi que l'ePrix de Santiago depuis 2018. À noter aussi qu'en 1980, le départ du Rallye d'Argentine alors appelé « Rallye Codasur » a été donné de Santiago. L'année suivante, les représentants de WRC Promoter Gmbh, qui détient les droits commerciaux du WRC, viennent au Chili. C'est ensuite le délégué par les instances Simon Larkin qui s'y rend en vue d'évaluer le « Gran Premio Concepción », qui est l'épreuve d'ouverture du championnat du Chili des rallyes créé en 2000,. Cette dernière a les avantages d'être située près de Concepción, 3e ville du pays ayant une capacité hôtelière importante ainsi qu'un aéroport international, et d'être soutenue financièrement par la région du Biobío et le sponsor pétrolier Copec.
Ainsi, le 12 octobre 2018, le Conseil Mondial de la FIA réuni à Paris confirme l'intégration du rallye de Chili au calendrier du championnat du monde des rallyes 2019,. Cette arrivée se fait dans un contexte de globalisation du WRC qui implique l'ajout de manches extra-européennes au calendrier mondial. Le Chili devient le 32e pays à accueillir le championnat du monde depuis sa création en 1973.
L'épreuve 2019, 1re édition de la course et 6e manche du WRC, est disputée du 9 au 12 mai 2019 consécutivement au rallye d'Argentine voisin. Le parcours est assez compact et s'inscrit principalement dans des domaines privées de la région du Biobío. Les 304,81 km de spéciales sont assez rapides et offrent une alternance de portions en sous-bois et en terrain dégagé,. Le quartier général et le parc d'assistance sont installés à Talcahuano, commune proche de la ville de Concepción et de l'aéroport, et une super spéciale tracée dans Concepción est proposée le vendredi soir,. Le rallye est remporté par le duo Ott Tänak et Martin Järveoja.

## Palmarès
| Année | Pilote                                                                       | Copilote                                                                     | Voiture                                                                      | Résultats                                                                    |
| ----- | ---------------------------------------------------------------------------- | ---------------------------------------------------------------------------- | ---------------------------------------------------------------------------- | ---------------------------------------------------------------------------- |
| 2019  | Ott Tänak                                                                    | Martin Järveoja                                                              | Toyota Yaris WRC (en)                                                        | Édition 2019                                                                 |
| 2020  | Annulé en raison des manifestations nationales et de la pandémie de Covid-19 | Annulé en raison des manifestations nationales et de la pandémie de Covid-19 | Annulé en raison des manifestations nationales et de la pandémie de Covid-19 | Annulé en raison des manifestations nationales et de la pandémie de Covid-19 |
| 2021  | Annulé en raison de la pandémie de Covid-19                                  | Annulé en raison de la pandémie de Covid-19                                  | Annulé en raison de la pandémie de Covid-19                                  | Annulé en raison de la pandémie de Covid-19                                  |
| 2023  | Ott Tänak                                                                    | Martin Järveoja                                                              | Ford Puma Rally1                                                             | Édition 2023                                                                 |
| 2024  | Kalle Rovanperä                                                              | Jonne Halttunen (en)                                                         | Toyota GR Yaris Rally1                                                       | Édition 2024                                                                 |